# Shueisha
 (株式会社集英社 ) je glavna izdavačka kuća u Japanu. Kompanija je osnovana 1925. kao odeljak zabavnog sadržaja u okviru japanskog izdavača Shogakukan. Shueisha redovno objavljuje časopise kao što su Weekly Shōnen Jump, Young Jump, Non-no, i Ultra Jump. Sedište kompanije se nalazi u okrugu Čioda, Tokio.

## Spoljašnje veze
- Zvanični Shueisha vebsajt (језик: јапански)